# Infecție nosocomială
Infecție nosocomială, sau infecție intraspitalicească, este acea infecție care nu este prezentă sau care nu se află în perioada de incubație în momentul în care pacientul s-a internat în spital  și se supraadaugă bolii pentru care pacientul s-a internat. Infecțiile nosocomiale pot să fie în legătură cu deficiențe de igienă, sterilizare, manevre sau îngrijiri medicale.  Acest tip de infecție se produce într-un spital, fie între pacienți de boli diferite care ajung în contact unii cu alții, fie de la bolnavi sau purtători proveniți din rândul personalului de îngrijire. De obicei această infecție este post-operatorie. 
Cel mai adesea, infecțiile nosocomiale se manifestă clinic pe parcursul internării actuale, dar este posibil să se manifeste și după externare. În patologia infecțioasă generală, rata acestor infecții este de 5-20% , incidența maximă, de 28-30%, apare în serviciile de reanimare. Aceste infecții sunt responsabile de 70% din decesele înregistrate în serviciile de chirurgie generală.  Infecțiile nosocomiale sunt de obicei severe, deoarece sunt implicati germeni de spital multirezistenti la antibiotice și afectează persoane tratate, cu diverse deficiențe de organ sau imunodeprimați. 
Pentru ca o infecție să fie considerată nosocomială, ea trebuie să apară în 48 de ore, sau mai mult, de la internarea în spital, sau în maximum 30 de zile de la externare.
Potrivit unui raport al Centrului European al Bolilor Transmisibile, anual, aproximativ 3 milioane de persoane din Uniunea Europeană se îmbolnăvesc cu o infecție asociată îngrijirilor medicale, iar în jur de 50.000 de persoane mor anual din această cauză. România lipsește cu desăvârșire din statisticile privind infecțiile nosocomiale pur și simplu pentru că, în România, astfel de îmbolnăviri nu sunt raportate de către spitale. .
Dacă în America, un spital care raportează infecții intraspitalicești este premiat, pe motiv de spirit civic, în România, dacă un spital raportează infecții nosocomiale, îi vin controale și, apoi, este sancționat. Din acest motiv, spitalele din România se feresc să raporteze cazurile de infecții intraspitalicești..
Etimologia cuvântului "nosocomial" (spitalicesc) se regăsește în limba greacă, în cuvântul nosokomeion (νοσοκομειων), în care (nosos = boală, iar komeo = a îngriji).